# Хайнувка
Хайну̀вка (на полски: Hajnówka; на беларуски: Гайнаўка) е град в Североизточна Полша, Подляско войводство. Административен център е на Хайнувски окръг, както и на селската Хайнувска община, без да е част от нея. Самият град е обособен в самостоятелна градска община с площ 21,29 км2. Към 2010 година населението му възлиза на 21 444 души.